# Jonglør sekvens
Inden for rekreativ matematik er en Jonglør sekvens en talfølge bestående af naturlige tal. Følgen starter med et tal a0, og hvert efterfølgende tal i sekvensen er defineret ved følgende rekursive relation:
{\displaystyle a_{k+1}={\begin{cases}\left\lfloor a_{k}^{\frac {1}{2}}\right\rfloor ,&{\mbox{hvis }}a_{k}{\mbox{ er lige}}\\\\\left\lfloor a_{k}^{\frac {3}{2}}\right\rfloor ,&{\mbox{hvis }}a_{k}{\mbox{ er ulige}}\end{cases}}}
Jonglør sekvenser blev publiceret af Clifford A. Pickover, en Amerikansk matematiker. Navnet kommer af sekvensernes voksende og faldende natur, som kan sammenlignes med bolde i en jonglørs hænder.
For eksempel ser sekvensen for a0 = 3 således ud:
{\displaystyle a_{1}=\lfloor 3^{\frac {3}{2}}\rfloor =\lfloor 5.196\dots \rfloor =5,}
{\displaystyle a_{2}=\lfloor 5^{\frac {3}{2}}\rfloor =\lfloor 11.180\dots \rfloor =11,}
{\displaystyle a_{3}=\lfloor 11^{\frac {3}{2}}\rfloor =\lfloor 36.482\dots \rfloor =36,}
{\displaystyle a_{4}=\lfloor 36^{\frac {1}{2}}\rfloor =\lfloor 6\rfloor =6,}
{\displaystyle a_{5}=\lfloor 6^{\frac {1}{2}}\rfloor =\lfloor 2.449\dots \rfloor =2,}
{\displaystyle a_{6}=\lfloor 2^{\frac {1}{2}}\rfloor =\lfloor 1.414\dots \rfloor =1.}
Hvis en jonglør sekvens når tallet 1 vil alle efterfølgende tal ligeledes være lig 1. Det er formodet at alle jonglør sekvenser når tallet 1, og formodningen er bekræftet for startværdier op til 106, men er endnu ikke bevist. Denne formodning om jonglør sekvenser minder om Collatz formodningen, om hvilken Paul Erdős sagde "Matematikken er endnu ikke parat til sådanne problemer."
For en given startværdi n defineres I(n) som antallet af skridt jonglør sekvensen startende med n tager før den når 1, og h(n) som den største værdi i jonglør sekvensen startende med n. For små værdier af n fås da:
| n  | Jonglør sekvens             | l(n) | h(n) |
| -- | --------------------------- | ---- | ---- |
| 2  | 2, 1                        | 1    | 2    |
| 3  | 3, 5, 11, 36, 6, 2, 1       | 6    | 36   |
| 4  | 4, 2, 1                     | 2    | 4    |
| 5  | 5, 11, 36, 6, 2, 1          | 5    | 36   |
| 6  | 6, 2, 1                     | 2    | 6    |
| 7  | 7, 18, 4, 2, 1              | 4    | 18   |
| 8  | 8, 2, 1                     | 2    | 8    |
| 9  | 9, 27, 140, 11, 36, 6, 2, 1 | 7    | 140  |
| 10 | 10, 3, 5, 11, 36, 6, 2, 1   | 7    | 36   |
Jonglør sekvenser kan nå meget høje værdier før de falder til 1. For eksempel, jonglør sekvensen startende med a0 = 37 når en maksimal værdi på 24906114455136. Harry J. Smith har bestemt at jonglør sekvensen startende med a0 = 48443 når en maksimal værdi ved a60 med 972463 cifre før den falder til 1 ved a157 .

## Eksterne links
- Beregning af Jonglør sekvenser Arkiveret 7. juni 2011 hos  Wayback Machine på Collatz Conjecture Calculation Center
- Juggler Number sider af Harry J. Smith